# Mireille Mathieu
Mireille Mathieu (Avignone, 22 luglio 1946) è una cantante francese.

## Biografia
Primogenita d'una famiglia di 13 figli, si è rivelata nel 1965 in un concorso televisivo ed è stata l'archetipo della cantante popolare francese degli anni sessanta e settanta, periodo in cui ottiene i suoi più grandi successi discografici da Mon Crédo, composto da Paul Mauriat e scritto da André Pascal nel 1966 che arriva prima in classifica in Francia per due settimane, ad Une femme amoureuse nel 1980.
Dall'inizio degli anni ottanta ha privilegiato la carriera internazionale in numerosi paesi, dov'è considerata il simbolo della canzone francese. La cantante ha venduto 133 milioni di album e oltre 55 milioni di singoli, per un totale di quasi 190 milioni di dischi in tutto il mondo, registrando e cantando più d'un migliaio di canzoni in 11 lingue (francese, spagnolo, tedesco, inglese, italiano, russo, finlandese, giapponese, cinese, catalano e occitano). Nel 1978 ha rappresentato la Marianne, l'emblema nazionale francese. Nel novembre del 2005 ha festeggiato i suoi quaranta anni di carriera sulla scena dell'Olympia, dove si è esibita per l'ottava volta.

## Gli inizi e il successo
Suo padre, Roger Mathieu, un baritono amante della lirica, le fa scoprire il mondo della canzone. Poi la scoperta di Édith Piaf le mostra la sua via: quella di cantante. Con ostinazione Mireille si presenta ai concorsi canori e dopo averne vinto uno nel 1964, cantando La Vie en rose, comincia ad apparire in televisione e a farsi conoscere dal grande pubblico.
Il successo arriva quando il grande impresario Johnny Stark prende in mano la sua carriera. Da allora, le canzoni, i concerti si succedono a ritmo sfrenato in tutto il mondo. Nel 1966 si esibisce per la prima volta come vedette all'Olympia. La vendita dei suoi dischi è fenomenale. Tra i suoi successi: Mon credo (più d'un milione di copie vendute), Qu'elle est belle, Viens dans ma rue (André Pascal/Paul Mauriat) e Paris en Colère, che nel 1967 arriva prima in Francia per due settimane.

## Una carriera internazionale
Nel 1967 con l'adattamento in francese del successo d'Engelbert Humperdinck The Last Waltz, intitolato La dernière valse, la Mathieu arriva prima in Francia per sei settimane e terza in Svizzera. Questo successo le apre le porte del Regno Unito e le procura l'onore di partecipare per la prima volta alla Royal Performance davanti alla regina Elisabetta II. In seguito, alla fine degli anni sessanta, partecipa a numerosi shows con i più grandi artisti anglo-sassoni dell'epoca: Tom Jones, Dusty Springfield, Burt Bacharach, Cliff Richard, Danny Kaye, Des O'Connor, John Davidson.
Contemporaneamente ai suoi successi francesi e inglesi, la cantante si fa conoscere ed apprezzare anche in Germania. I suoi maggiori successi tedeschi sono stati composti da Christian Bruhn. Cantò anche con Mia Martini e Renzo Arbore, il brano Caruso. Nel 1973, la sua esibizione all'Olympia ottiene un grande successo di pubblico e di critica.
Nel 1988 partecipa allo show televisivo Raffaella Carrà Show condotto da Raffaella Carrà sulla rete ammiraglia dell'allora Fininvest. È ospite nel 1999 nello show di Rai 1 C'era un ragazzo, un one man show di Gianni Morandi, dove esegue La Vie en rose e duetta con il padrone di casa sulle note di Caruso.

## Collaborazioni artistiche prestigiose
Dalla canzone al cinema, per Mireille Mathieu, il passo è breve. Sull'onda del successo, parecchi registi famosi la chiamano per affidarle la colonna sonora, la canzone d'inizio o piccole parti di film. Tra essi ricordiamo: Francis Lemarque; Georges Coulonges; Jacques Demy; Claude Lelouch.
Molti dei suoi successi degli anni settanta sono stati scritti da Francis Lai. Si ricordano Je t'aime avec ma peau (1978), T'aimer (1986), La vie n'est plus la vie sans nous (2002), Un peu d'espérance (2005), Une histoire d'amour (1971). L'ultima è stata classificata tra i cento più grandi successi francesi degli ultimi cinquant'anni. Nel 1974, la cantante produsse un album in cui era accompagnata da Ennio Morricone: Mireille Mathieu canta Ennio Morricone.

## La vita senza Johnny Stark
La scomparsa brutale del suo mentore Johnny Stark nel 1989 spinge Mireille a programmare da sola la sua carriera (con sua sorella Monique detta Matite) e a ridurre l'intensità sia delle sue esibizioni sia della produzione discografica. Nel 1989 dedica l'album L'americano a Johnny Stark, dedicandosi e consacrandosi ai paesi stranieri dove diventa simbolo della Francia.
Il suo primo album totalmente in spagnolo è Embrujo. Registra anche diversi album in Germania e canta anche in Italia, in Finlandia, in Ucraina, in Slovacchia, in Russia, negli Stati Uniti d'America. Nel 2000 pubblica anche una compilation in Canada. Le sue esibizioni in Francia sono sempre più rare e diventano sempre degli avvenimenti. I suoi dischi continuano ad ottenere vendite eccezionali.

## Successi recenti
Nel 2006 Mireille celebra i quarant'anni di carriera. Esce il suo primo DVD. Si esibisce ancora una volta all'Olympia. Appare in numerose trasmissioni televisive. Nel 2007 partecipa il 13 gennaio ad uno show televisivo in Germania ed ottiene il premio di migliore cantante internazionale nel paese. In Francia riceve il disco d'oro per il DVD Mireille Mathieu à l'Olympia.
Nel 2014 pubblica un album per festeggiare i suoi 50 anni di carriera. Le 50 000 copie vendute solo in Francia le permettono di vincere un altro disco d'oro. Dopo 4 anni, nel 2018, pubblica un album di inediti di musica classica dedicato a sua madre morta nel 2016 di un'embolia polmonare.

## Repertorio
Su più di 1200 titoli registrati in 9 lingue, segue una selezione di circa un centinaio di canzoni tra le più rappresentative dell'opera di Mireille Mathieu. Questa selezione comprende i suoi più grandi successi discografici in Francia e nel mondo, compresa la Marsigliese e altre canzoni meno popolari ma che, nel corso degli anni, hanno costituito il cuore del repertorio dell'artista.
- Mon Crédo (1966)
- Pourquoi mon amour (1966)
- Viens dans ma rue (1966 prix Vincent Scotto)
- Qu'elle est belle (1966)
- Paris en Colère (1966)
- Adieu à la nuit (1966)
- Un homme et une femme (1966)
- Géant (1967)
- Seuls au monde (1967)
- La dernière valse (1967)
- Quand tu t'en iras (1967)
- Ce soir ils vont s'aimer (1967)
- Quand on revient (1967)
- Les yeux de l'amour (1967)
- Ma Pomme (1967)
- J'ai gardé l'accent (1968)
- Una Canzone (1968)
- Les bicyclettes de Belsize (1968)
- Sometimes/Ensemble (1969)
- Sweet souvenirs of Stefan (1969)
- La première étoile (1969)
- Une simple lettre (1969)
- Mon bel amour d'été (1969)
- Vivre pour toi (1969)
- L'aveugle (1969)
- Hinter den Kulissen von Paris (1969)
- Martin (1969)
- Tarata-Ting, Tarata-Tong (1969)
- Donne ton cœur, donne ta vie (1970)
- Pardonne-moi ce caprice d'enfant (1970)
- An einem Sonntag in Avignon (1970)
- Meine Welt ist die Musik (1970)
- Es geht mir gut, merci cherie (1970)
- Pourquoi le monde est sans amour (1970)
- Une histoire d'amour (1971)
- Acropolis Adieu/Akropolis Adieu (1971)
- Corsica (1972)
- En frappant dans nos mains (1972)
- J'étais si jeune (1972)
- Hans im Glück (1972)
- c'est l'amour et la vie que je te dois (1973)
- la terre promise (1973)
- des mots et des gestes (1973)
- sahara (1973)
- emmène-moi demain avec toi (1973)
- sois heureux (1973)
- je t'aime, tu m'aimes, on s'aime (1973)
- l'amour en couleur (1973)
- un peu de vie et beaucoup d'espoir (1973)
- il me faut vivre (1973)
- Tu ne m'aimes pas (1973)
- Roma, Roma, Roma (1973)
- Moi, c'est la chanson (1973)
- La paloma adieu/La Paloma Ade (1973)
- Folle, folle, follement heureuse (1974)
- L'amour oublie le temps (1974)
- Un jour, tu reviendras (1974)
- Mon homme (1974)
- Un million d'enfants (1974)
- On ne vit pas sans se dire adieu (1975)
- Tous les enfants chantent avec moi (1975)
- Les matins bleus (1975)
- Apprends-moi "Tornero" (1975)
- Der Zar und das Mädchen (1975)
- Aloa he (1975)
- La vie en rose (1976)

- Qu'attends-tu de moi (1976)
- Ciao Bambino Sorry (1976)
- Ma mélodie d'amour (1976)
- L'anniversaire (1976)
- People (1976)
- Amour défendu (1977)
- Mille colombes (1977)
- Le strapontin (1977)
- Le Silence (1977)
- A Blue Bayou (1978)
- Santa Maria de la Mer (1978)
- Un dernier mot d'amour (1978)
- Je t'aime avec ma peau (1978)
- Over the rainbow (1978)
- Un enfant viendra (1979)
- Il n'est resté que l'amour (1979)
- A man and a woman (1979)
- Comme avant (1979)
- You and I/Toi et moi (1979)
- Une femme amoureuse (1980)
- Chicano/On l'appelait Chicano (1980)
- Le canotier de Maurice Chevalier (1980)
- Bravo tu as gagné (1981)
- Il a neigé sur Mykonos (1981)
- Solamente una vez (1981)
- Trois Milliards de gens sur terre (1982)
- Nos souvenirs (1982)
- New York New York (1982)
- Tu n'as pas quitté mon cœur (1982)
- Ma vie m'appartient (1982)
- Together we're strong (1983)
- Tu m'apportais des fleurs (1983)
- Je veux l'aimer (1983)
- On est bien (1984)
- Chanter (1984)
- Un prince en Avignon (1984)
- L'hymne à l'amour (1985)
- Non, je ne regrette rien (1985)
- Ne me quitte pas (1985)
- La demoiselle d'Orléans (1985)
- Made in France (1985)
- La liberté sur l'Atlantique/liberty Land (1985)
- Après toi (1986)
- T'aimer (1986)
- Donna senza étà/Rencontres De Femmes (1987)
- I love you like a fool (1987)
- Ma délivrance (1987)
- L'enfant que je n'ai jamais eu (1988)
- L'américain (1989)
- De Gaulle (1989)
- Embrujo (1989)
- Je me parle de toi (1989)
- Ce soir je t'ai perdu (1990)
- Mon Dieu (1990)
- Vous lui direz (1995)
- À la moitié de la distance (1995)
- Reste avec moi (1998)
- La quête (2000)
- Aujourd'hui je reviens (2002)
- La solitude (2002)
- La vie n'est plus la vie sans nous (2002)
- Une place dans mon cœur (2005)
- Rien de l'amour (2005)
- Un peu d'espérance (2005)

## Filmografia parziale

### Attrice
- 1973 - Niente di grave, suo marito è incinto (L'événement le plus important depuis que l'homme a marché sur la lune), regia di Jacques Demy

## Festival di Sanremo
Mireille Mathieu ha partecipato come ospite al Festival di Sanremo 1997, divenendo una dei cinque artisti che nella storia della manifestazione hanno ottenuto di concedere un bis a furor di popolo, insieme a Whitney Houston, Michael Bolton, Amii Stewart e Asaf Avidan.